# Arpa de dos órdenes

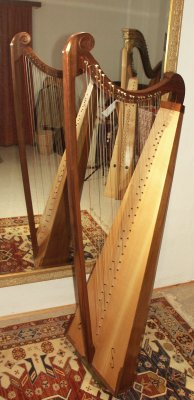
Arpa de dos órdenes, Tim Hobrough, Schottland

Die Arpa de dos órdenes ist die Bauform der chromatischen Harfe des iberischen Barocks.
Das Hauptmerkmal dieser Harfe ist die Hinzufügung der chromatischen Saiten. Das Instrument ist mit gekreuzten Saiten bespannt, wobei die diatonischen Saiten senkrecht und die pentatonischen Saiten schräg gespannt werden. Die geraden Saiten entsprechen dabei den weißen Tasten der Tasteninstrumente, die schrägen den schwarzen Tasten. Beide Saitenreihen sind auf derselben Seite des Halses angebracht, die chromatischen Saiten über den diatonischen: Die chromatischen Saiten werden links der Mitte am Resonanzboden befestigt. So kreuzen sich die Saiten ungefähr 2/3 ihrer Länge. Als Saitenmaterial wurde Naturdarm oder als seltene Besonderheit auch Saiten aus Stahl und Draht verwendet. Die Anzahl der Saiten erreichte bei der spanischen Barockharfe etwa 47.
Durch die Konstruktion mit dem voluminösen Resonanzkörper zeichnet sich die Arpa de dos órdenes besonders durch einen kräftigen warmen Bass aus, und ihr Klang ähnelt sehr stark der heutigen südamerikanischen Harfe.
Die Saiten werden im Kreuzungspunkt gezupft: Zum Erreichen der Halbtöne greift der Musiker durch die diatonischen Saiten hindurch.
Die vielleicht bedeutendste Sammlung von Musikstücken für die spanische Barockharfe ist die Sammlung Luz y Norte von Lucas Ruiz de Ribayaz (1626–1677), herausgegeben um 1677 in Madrid.